# (33757) 1999 RB52
1999 RB52 (asteroide 33757) é um asteroide da cintura principal. Possui uma excentricidade de 0.17242130 e uma inclinação de 3.02251º.
Este asteroide foi descoberto no dia 7 de setembro de 1999 por LINEAR em Socorro.